# Пістрялово
Пістрялово — село у Мукачівській міській громаді Мукачівського району Закарпатської області України.

## Історія
На території села виявлено поселення епохи неоліту (IV тисячоліття до н. e..).
Перша згадка у 1428 році як Pisztrángfalva.
Поблизу Пістрялово розташований дендрарій Мукачівського лісокомбінату.

## Релігія
храм Покрови пр. богородиці. 1842.
Парохія існувала ще в 1640-х роках. У 1730 р. згадують дерев'яну церкву
Церкву зазначено 1692 р. св. Марії, вкриту соломою, з двома дзвонами.
У 1741 р. на старому місці збудовано нову дерев'яну церкву Покрови пр. богородиці. У 1748 р., за єпископською візитацією, в селі було 30 греко-католиків. У 1775 р. зазначалося, що церква слабо обладнана церковними речами. У селі згадують, що попередня церква стояла на Присташовому березі. Громада отримала дозвіл на збір коштів на будівництво мурованої церкви ще в 1759 р.
У церкві гарний іконостас. Кивот зробили І. Павлишинець та Ю. Логойда. У каркасній дерев'яній дзвіниці біля церкви встановлено 5 дзвонів. На найбільшому, відлитому в 1921 р. Октавом Вінтером, виписано імена земляків, що працювали в Америці і жертвували на дзвін. Два дещо менші походять з 1920 та 1921 р. З двох найменших один є виробом ужгородської фірми «Акорд» з 1931 p., а інший, з написом «РОКУ БОЖІЯ АХПИ (1688)», служив, можливо, ще в найдавнішій пістрялівській церкві.
У 1935 р. на місці, де колись була стара церква, зусиллями священика о. І. Івана, кураторів Івана Орбана та Івана Лазаря спорудили каплицю св. Серця Ісуса. Грошові пожертви в сумі 15 тисяч корон зібрали вірники в селі та серед односельців у Америці. Престольний образ пензля Ю. Віраґа подарував Михайло Демко. Каплицю посвятив 27 жовтня каноник О. Ільницький.

## Пістрялівська РЛС
РЛС виявлення типу «Дар'ял» — надгоризонтна РЛС системи попередження про ракетний напад (СПРН).
Пістрялівська РЛС мала 14 поверхів над землею. Потужну систему протиракетного захисту на території Закарпаття (на зміну морально і фізично застарілій РЛС під Мукачевом «Шипка»), почали будувати у 80-х роках. У 1989 році у приміщеннях Пістрялівської РЛС почали монтувати інженерне устаткування. Під час будівництва об'єкту місцевим жителям говорили, що тут буде… макаронна фабрика. Довколишні озера служили б джерелом води для охолодження систем станції.
Радіолокаційна станція «Дар'ял» спроектована у вигляді 2-х позицій — передавальної і приймальні. ФАР приймального центру має розмір 100x100 метрів з розміщеними в ній майже 4000 хрест-вібраторами, а апертура ФАР передавального центру має розмір 40 × 40 метрів і заповнена 1260 потужними передавальними змінними модулями з вихідною імпульсною потужністю кожного модуля 300 кВт, який забезпечує виявлення цілей з ЕПР порядку 0,1 м ² на дальності до 6000[1] км в секторі огляду 110 ° <! — сподіваюся, це не «град» був, справді? -> По азимуту, підвищеною точністю вимірювання параметрів, високою швидкодією і пропускною спроможністю, завадостійкістю, здатністю виявлення та одночасного супроводу близько 100 об'єктів.

## Населення
Згідно з переписом УРСР 1989 року чисельність наявного населення села становила 761 особа, з яких 360 чоловіків та 401 жінка.
За переписом населення України 2001 року в селі мешкали 773 особи.

### Мова
Розподіл населення за рідною мовою за даними перепису 2001 року:
| Мова       | Відсоток |
| ---------- | -------- |
| українська | 98,45 %  |
| російська  | 1,16 %   |
| молдовська | 0,13 %   |
| німецька   | 0,13 %   |

## Туристичні місця
- храм Покрови пр. богородиці. 1842.
- озера для бірдвотчінга
- виноградники "Шато Паук"
- Пістрялівська РЛС